# Rello
Rello település Spanyolországban, Soria tartományban. Rello La Riba de Escalote, Caltojar, Baraona, Alpanseque és Barcones községekkel határos. Lakosainak száma 20 fő (2024).

## Népesség
A település népessége az elmúlt években az alábbi módon változott:
| Lakosok száma | 40   | 33   | 31   | 26   | 22   | 19   | 15   | 14   | 14   | 20   |
|               | 2001 | 2004 | 2007 | 2009 | 2012 | 2014 | 2017 | 2019 | 2022 | 2024 |